# Sylvester (Virginia Occidental)
Sylvester es un pueblo ubicado en el condado de Boone en el estado estadounidense de Virginia Occidental. En el Censo de 2010 tenía una población de 160 habitantes y una densidad poblacional de 239,44 personas por km².

## Geografía
Sylvester se encuentra ubicado en las coordenadas 38°0′29″N 81°33′42″O / 38.00806, -81.56167. Según la Oficina del Censo de los Estados Unidos, Sylvester tiene una superficie total de 0.67 km², de la cual 0.65 km² corresponden a tierra firme y (2.33%) 0.02 km² es agua.

## Demografía
Según el censo de 2010, había 160 personas residiendo en Sylvester. La densidad de población era de 239,44 hab./km². De los 160 habitantes, Sylvester estaba compuesto por el 98.75% blancos, el 0% eran afroamericanos, el 0% eran amerindios, el 0% eran asiáticos, el 0% eran isleños del Pacífico, el 0% eran de otras razas y el 1.25% pertenecían a dos o más razas. Del total de la población el 0% eran hispanos o latinos de cualquier raza.